# ازار (ستاره)
اپسیلون گاوران یک ستاره است که در صورت فلکی گاوران قرار دارد.